# Інфекція (фільм)
Інфекція (англ. Infection) — американський фільм жахів 2005 року.

## Сюжет
Поруч з тихим каліфорнійським містечком Лоутон падає метеорит і приносить із собою з космосу невідомий науці біологічний організм, який починає підкоряти собі тіла місцевих жителів, перетворюючи їх в агресивних носіїв інопланетної зарази.

## У ролях
- Вірджинія Дейр Полін — Шеріл Купер
- Морган Вайссер — Тіммі Босвелл
- Алан Ебелью — Дженкінс
- Тоні Стюарт — чолавік з розбитої вантажівки
- Дон Кіт Оппер — заступник Бен (озвучка)
- Норберт Вайссер — доктор Френкс / заступник Бен
- Джозеф Фрідл — водій евакуатора
- Лорі О'Браєн — репортер
- Кері Томпсон — урядовий агент / чужинець
- Лорен Сазерленд — дружина Дженкінс
- Скотт Полін — офіцер Брік Бардо

## Сприйняття
Оцінка на сайті IMDb — 5,5/10.